# Mathieu Loyson de La Rondinière
Mathieu Loyson de La Rondiniere, né à Saint-Malo le 22 octobre 1710 et décédé le 10 janvier 1773 au relais de poste de Pontgamp, hameau de Plouguenast, était un capitaine corsaire et armateur.